# Llista de topònims de Mieres
Llista de topònims (noms propis de lloc) del municipi de Mieres, a la Garrotxa
Informació actualitzada per un bot. Els canvis manuals es perdran quan s'actualitzi!

## barri
| imatge | Nom                           | Ubicat a | instància de | Detalls | coordenades                                                           | Protecció                   | Commons (més fotos)              | Dades a WD                    |
| ------ | ----------------------------- | -------- | ------------ | ------- | --------------------------------------------------------------------- | --------------------------- | -------------------------------- | ----------------------------- |
|        | barri de la Romeria           | Mieres   | barri        |         | 42° 07′ 20″ N, 2° 38′ 19″ E / 42.1223°N,2.63859°E ca:Barri de Romeria | bé cultural d'interès local | Buildings in barri de la Romeria | Modifica les dades a Wikidata |
|        | conjunt edificat de Sant Pere | Mieres   | barri        |         | 42° 07′ 37″ N, 2° 38′ 19″ E / 42.126914°N,2.638548°E                  | bé cultural d'interès local |                                  | Modifica les dades a Wikidata |

## casa
| imatge | Nom                            | Ubicat a | instància de | Detalls                     | coordenades                                                   | Protecció                   | Commons (més fotos)            | Dades a WD                    |
| ------ | ------------------------------ | -------- | ------------ | --------------------------- | ------------------------------------------------------------- | --------------------------- | ------------------------------ | ----------------------------- |
|        | Casa al barri de la Cellera, 4 | Mieres   | casa         | Estil: arquitectura popular | 42° 07′ 22″ N, 2° 38′ 18″ E / 42.122716°N,2.638292°E          | bé cultural d'interès local | Casa al barri de la Cellera, 4 | Modifica les dades a Wikidata |
|        | Casa al barri de la Cellera, 8 | Mieres   | casa         | Estil: arquitectura popular | 42° 07′ 23″ N, 2° 38′ 19″ E / 42.123082°N,2.638484°E          | bé cultural d'interès local | Casa al barri de la Cellera, 8 | Modifica les dades a Wikidata |
|        | Casa al barri de la Romeria, 6 | Mieres   | casa         | Estil: arquitectura popular | 42° 07′ 21″ N, 2° 38′ 18″ E / 42.122365°N,2.638288°E 283 msnm | bé cultural d'interès local | Casa al barri de la Romeria, 6 | Modifica les dades a Wikidata |
|        | casa al carrer de Sant Pere, 9 | Mieres   | casa         | Estil: arquitectura popular | 42° 07′ 37″ N, 2° 38′ 19″ E / 42.126856°N,2.638541°E          | bé cultural d'interès local | Casa al carrer de Sant Pere, 9 | Modifica les dades a Wikidata |

## entitat singular de població
| imatge | Nom             | Ubicat a | instància de                                                                   | Detalls | coordenades                                                                  | Protecció | Commons (més fotos) | Dades a WD                    |
| ------ | --------------- | -------- | ------------------------------------------------------------------------------ | ------- | ---------------------------------------------------------------------------- | --------- | ------------------- | ----------------------------- |
|        | Brugueroles     | Mieres   | entitat singular de població                                                   | 55 hab  | 42° 08′ 11″ N, 2° 38′ 10″ E / 42.1364°N,2.63605°E 311 msnm                   |           |                     | Modifica les dades a Wikidata |
|        | Mieres          | Mieres   | entitat singular de població ens local històric de Catalunya capital municipal | 209 hab | 42° 07′ 28″ N, 2° 38′ 24″ E / 42.12441236°N,2.64011215°E 278 msnm            |           |                     | Modifica les dades a Wikidata |
|        | Ruïtlles        | Mieres   | entitat singular de població                                                   | 21 hab  | 42° 06′ 21″ N, 2° 38′ 31″ E / 42.1059600457069°N,2.64188498356398°E 377 msnm |           |                     | Modifica les dades a Wikidata |
|        | Samuntà de Baix | Mieres   | entitat singular de població                                                   | 24 hab  | 42° 07′ 42″ N, 2° 38′ 35″ E / 42.128438229192°N,2.6431619501971°E 269 msnm   |           |                     | Modifica les dades a Wikidata |
|        | Samuntà de Dalt | Mieres   | entitat singular de població                                                   | 39 hab  | 42° 07′ 27″ N, 2° 38′ 03″ E / 42.1240657781636°N,2.63418535056641°E 299 msnm |           |                     | Modifica les dades a Wikidata |

## església
| imatge | Nom                     | Ubicat a | instància de | Detalls                                           | coordenades                                                           | Protecció                   | Commons (més fotos)     | Dades a WD                    |
| ------ | ----------------------- | -------- | ------------ | ------------------------------------------------- | --------------------------------------------------------------------- | --------------------------- | ----------------------- | ----------------------------- |
|        | Sant Andreu de Ruïtlles | Mieres   | església     | Estil: arquitectura romànica                      | 42° 06′ 28″ N, 2° 38′ 22″ E / 42.1077°N,2.63933°E                     | bé cultural d'interès local | Sant Andreu de Ruïtlles | Modifica les dades a Wikidata |
|        | Sant Pere de Mieres     | Mieres   | església     | Estil: arquitectura popular                       | 42° 07′ 37″ N, 2° 38′ 21″ E / 42.127065°N,2.639074°E                  | bé cultural d'interès local | Sant Pere de Mieres     | Modifica les dades a Wikidata |
|        | Santa Maria de Romeria  | Mieres   | església     | Estil: arquitectura romànica arquitectura popular | 42° 07′ 20″ N, 2° 38′ 19″ E / 42.122307°N,2.638585°E 280 msnm         | bé cultural d'interès local | Santa Maria de Romeria  | Modifica les dades a Wikidata |
|        | Santa Maria del Freixe  | Mieres   | església     | Estil: arquitectura romànica                      | 42° 05′ 57″ N, 2° 37′ 37″ E / 42.0993°N,2.62707°E ca:Coll de Bastarra | bé cultural d'interès local |                         | Modifica les dades a Wikidata |

## llinda
| imatge | Nom                                                    | Ubicat a | instància de | Detalls                                  | coordenades                                                                      | Protecció                   | Commons (més fotos)                           | Dades a WD                    |
| ------ | ------------------------------------------------------ | -------- | ------------ | ---------------------------------------- | -------------------------------------------------------------------------------- | --------------------------- | --------------------------------------------- | ----------------------------- |
|        | Llinda conservada de la casa al carrer de Can Caló, 55 | Mieres   | llinda       | Estil: arquitectura popular 18th century | 42° 07′ 30″ N, 2° 38′ 23″ E / 42.125004°N,2.639835°E ca:C. can Caló, 55 275 msnm | bé cultural d'interès local |                                               | Modifica les dades a Wikidata |
|        | Llindes conservades de la casa al carrer Sant Pere, 11 | Mieres   | llinda       | Estil: arquitectura popular              | 42° 07′ 37″ N, 2° 38′ 18″ E / 42.126833°N,2.638359°E                             | bé cultural d'interès local |                                               | Modifica les dades a Wikidata |
|        | Llindes de la casa al barri de la Romeria, 1           | Mieres   | llinda       | Estil: arquitectura popular              | 42° 07′ 21″ N, 2° 38′ 19″ E / 42.122466°N,2.638717°E 283 msnm                    | bé cultural d'interès local | Llindes de la casa al barri de la Romeria, 1  | Modifica les dades a Wikidata |
|        | Llindes de la casa al barri de la Romeria, 26          | Mieres   | llinda       | Estil: arquitectura popular              | 42° 07′ 20″ N, 2° 38′ 19″ E / 42.122213°N,2.638603°E 283 msnm                    | bé cultural d'interès local | Llindes de la casa al barri de la Romeria, 26 | Modifica les dades a Wikidata |
|        | Llindes de la casa al barri de la Romeria, 3           | Mieres   | llinda       | Estil: arquitectura popular              | 42° 07′ 21″ N, 2° 38′ 19″ E / 42.122442°N,2.63853°E 283 msnm                     | bé cultural d'interès local | Llindes de la casa al barri de la Romeria, 3  | Modifica les dades a Wikidata |

## masia
| imatge | Nom                 | Ubicat a | instància de | Detalls                     | coordenades                                                         | Protecció                   | Commons (més fotos) | Dades a WD                    |
| ------ | ------------------- | -------- | ------------ | --------------------------- | ------------------------------------------------------------------- | --------------------------- | ------------------- | ----------------------------- |
|        | Borbella            | Mieres   | masia        |                             | 42° 07′ 16″ N, 2° 36′ 57″ E / 42.12104°N,2.61592°E                  |                             |                     | Modifica les dades a Wikidata |
|        | Ca l'Americana      | Mieres   | masia        |                             | 42° 08′ 09″ N, 2° 38′ 10″ E / 42.1358162385755°N,2.6360901102557°E  |                             |                     | Modifica les dades a Wikidata |
|        | Ca l'Ermità         | Mieres   | masia        |                             | 42° 05′ 58″ N, 2° 37′ 38″ E / 42.0993837060595°N,2.62724043621543°E |                             |                     | Modifica les dades a Wikidata |
|        | Cal Carreter        | Mieres   | masia        |                             | 42° 07′ 41″ N, 2° 38′ 16″ E / 42.1281117270064°N,2.63767078302408°E |                             |                     | Modifica les dades a Wikidata |
|        | Cal Sastre          | Mieres   | masia        |                             | 42° 06′ 04″ N, 2° 38′ 33″ E / 42.1011256456874°N,2.64255316294701°E |                             |                     | Modifica les dades a Wikidata |
|        | Cal Tut             | Mieres   | masia        |                             | 42° 08′ 02″ N, 2° 37′ 54″ E / 42.1339104409541°N,2.63156348217462°E |                             |                     | Modifica les dades a Wikidata |
|        | Can Batlle          | Mieres   | masia        |                             | 42° 07′ 40″ N, 2° 38′ 38″ E / 42.1278249067928°N,2.64386707726131°E |                             |                     | Modifica les dades a Wikidata |
|        | Can Blanc           | Mieres   | masia        |                             | 42° 06′ 18″ N, 2° 37′ 25″ E / 42.1048661108702°N,2.62370089555409°E |                             |                     | Modifica les dades a Wikidata |
|        | Can Bosc            | Mieres   | masia        |                             | 42° 06′ 51″ N, 2° 37′ 30″ E / 42.1142°N,2.62508°E 336 msnm          |                             |                     | Modifica les dades a Wikidata |
|        | Can Bossa           | Mieres   | masia        |                             | 42° 08′ 06″ N, 2° 38′ 36″ E / 42.1351005579188°N,2.64336650549431°E |                             |                     | Modifica les dades a Wikidata |
|        | Can Bruguer         | Mieres   | masia        | Estil: arquitectura popular | 42° 07′ 51″ N, 2° 38′ 44″ E / 42.13080556°N,2.64546389°E 268 msnm   | bé cultural d'interès local |                     | Modifica les dades a Wikidata |
|        | Can Carrera         | Mieres   | masia        | Estil: arquitectura popular | 42° 08′ 55″ N, 2° 38′ 29″ E / 42.148599°N,2.641252°E                | bé cultural d'interès local |                     | Modifica les dades a Wikidata |
|        | Can Carreter        | Mieres   | masia        |                             | 42° 07′ 43″ N, 2° 38′ 19″ E / 42.1287093084989°N,2.63867160394797°E |                             |                     | Modifica les dades a Wikidata |
|        | Can Casadellà       | Mieres   | masia        | Estil: arquitectura popular | 42° 06′ 03″ N, 2° 38′ 36″ E / 42.100707°N,2.643381°E                | bé cultural d'interès local |                     | Modifica les dades a Wikidata |
|        | Can Clenxa          | Mieres   | masia        |                             | 42° 07′ 51″ N, 2° 37′ 52″ E / 42.1307295160834°N,2.63104953902446°E |                             |                     | Modifica les dades a Wikidata |
|        | Can Coll de Dalt    | Mieres   | masia        |                             | 42° 08′ 48″ N, 2° 37′ 33″ E / 42.1466724664428°N,2.62597073690799°E |                             |                     | Modifica les dades a Wikidata |
|        | Can Collboni        | Mieres   | masia        |                             | 42° 08′ 21″ N, 2° 37′ 51″ E / 42.1391°N,2.63076°E 284 msnm          |                             |                     | Modifica les dades a Wikidata |
|        | Can Gou             | Mieres   | masia        |                             | 42° 07′ 50″ N, 2° 38′ 20″ E / 42.1306824084139°N,2.63889028054748°E |                             |                     | Modifica les dades a Wikidata |
|        | Can Griver          | Mieres   | masia        |                             | 42° 07′ 23″ N, 2° 38′ 41″ E / 42.123189626577°N,2.64484878389013°E  |                             |                     | Modifica les dades a Wikidata |
|        | Can Mas             | Mieres   | masia        |                             | 42° 06′ 59″ N, 2° 36′ 49″ E / 42.116307°N,2.613605°E 422 msnm       |                             |                     | Modifica les dades a Wikidata |
|        | Can Pei             | Mieres   | masia        |                             | 42° 07′ 04″ N, 2° 38′ 29″ E / 42.1179012862078°N,2.64145484677522°E |                             |                     | Modifica les dades a Wikidata |
|        | Can Pinsac          | Mieres   | masia        | Estil: arquitectura popular | 42° 07′ 14″ N, 2° 37′ 31″ E / 42.120459°N,2.625361°E                | bé cultural d'interès local |                     | Modifica les dades a Wikidata |
|        | Can Quelet          | Mieres   | masia        |                             | 42° 08′ 15″ N, 2° 38′ 00″ E / 42.1373924425149°N,2.63328580933752°E |                             |                     | Modifica les dades a Wikidata |
|        | Can Queló           | Mieres   | masia        |                             | 42° 07′ 32″ N, 2° 38′ 22″ E / 42.1254788286357°N,2.63957315160891°E |                             |                     | Modifica les dades a Wikidata |
|        | Can Reixac          | Mieres   | masia        | Estil: arquitectura popular | 42° 06′ 34″ N, 2° 38′ 39″ E / 42.109342°N,2.644162°E                | bé cultural d'interès local |                     | Modifica les dades a Wikidata |
|        | Can Roure           | Mieres   | masia        |                             | 42° 08′ 30″ N, 2° 37′ 45″ E / 42.1416481080783°N,2.62912251511911°E |                             |                     | Modifica les dades a Wikidata |
|        | Can Salavia         | Mieres   | masia        | Estil: arquitectura popular | 42° 06′ 03″ N, 2° 38′ 36″ E / 42.100707°N,2.643381°E                | bé cultural d'interès local |                     | Modifica les dades a Wikidata |
|        | Can Sitjar          | Mieres   | masia        |                             | 42° 07′ 00″ N, 2° 38′ 31″ E / 42.116726383534°N,2.6420179906229°E   |                             |                     | Modifica les dades a Wikidata |
|        | Can Solà            | Mieres   | masia        |                             | 42° 07′ 41″ N, 2° 37′ 44″ E / 42.12813889°N,2.62898056°E 300 msnm   |                             |                     | Modifica les dades a Wikidata |
|        | Can Torrent         | Mieres   | masia        |                             | 42° 09′ 27″ N, 2° 37′ 42″ E / 42.1576045062614°N,2.62820624442765°E |                             |                     | Modifica les dades a Wikidata |
|        | Casica d'en Bruguer | Mieres   | masia        |                             | 42° 07′ 56″ N, 2° 39′ 45″ E / 42.1322219424681°N,2.66236721450557°E |                             |                     | Modifica les dades a Wikidata |
|        | Casica d'en Mas     | Mieres   | masia        |                             | 42° 06′ 52″ N, 2° 37′ 13″ E / 42.1145098663262°N,2.62030524425577°E |                             |                     | Modifica les dades a Wikidata |
|        | Codinac             | Mieres   | masia        |                             | 42° 07′ 59″ N, 2° 38′ 57″ E / 42.132959986532°N,2.6491864733245°E   |                             |                     | Modifica les dades a Wikidata |
|        | Fagelles            | Mieres   | masia        |                             | 42° 06′ 31″ N, 2° 37′ 08″ E / 42.1087407859767°N,2.61881566485905°E |                             |                     | Modifica les dades a Wikidata |
|        | Falgars             | Mieres   | masia        |                             | 42° 07′ 24″ N, 2° 37′ 32″ E / 42.1233531607831°N,2.62546672520224°E |                             |                     | Modifica les dades a Wikidata |
|        | Mas Pinós           | Mieres   | masia        |                             | 42° 08′ 36″ N, 2° 37′ 50″ E / 42.14338889°N,2.63049167°E 282 msnm   |                             |                     | Modifica les dades a Wikidata |
|        | Monell              | Mieres   | masia        |                             | 42° 08′ 31″ N, 2° 39′ 03″ E / 42.1420220372656°N,2.65069757009557°E |                             |                     | Modifica les dades a Wikidata |
|        | Pujolric            | Mieres   | masia        |                             | 42° 07′ 36″ N, 2° 39′ 21″ E / 42.1267539723077°N,2.65594762032623°E |                             |                     | Modifica les dades a Wikidata |
|        | el Canet            | Mieres   | masia        |                             | 42° 06′ 27″ N, 2° 38′ 31″ E / 42.1074463532639°N,2.64196128387473°E |                             |                     | Modifica les dades a Wikidata |
|        | el Clascar          | Mieres   | masia        |                             | 42° 07′ 01″ N, 2° 35′ 38″ E / 42.1168690264041°N,2.59384743501932°E |                             |                     | Modifica les dades a Wikidata |
|        | el Farigoler        | Mieres   | masia        |                             | 42° 08′ 10″ N, 2° 37′ 44″ E / 42.1360634053163°N,2.62890099120558°E |                             |                     | Modifica les dades a Wikidata |
|        | el Ferrer Montner   | Mieres   | masia        |                             | 42° 07′ 10″ N, 2° 37′ 59″ E / 42.11954987924°N,2.63303788096856°E   |                             |                     | Modifica les dades a Wikidata |
|        | el Puig             | Mieres   | masia        |                             | 42° 06′ 03″ N, 2° 37′ 34″ E / 42.10093849479°N,2.62621544812976°E   |                             |                     | Modifica les dades a Wikidata |
|        | el Pujol            | Mieres   | masia        |                             | 42° 07′ 34″ N, 2° 38′ 48″ E / 42.1260409215674°N,2.64655086101923°E |                             |                     | Modifica les dades a Wikidata |
|        | el Verdeguer        | Mieres   | masia        |                             | 42° 05′ 51″ N, 2° 37′ 42″ E / 42.0975863634208°N,2.62846028163633°E |                             |                     | Modifica les dades a Wikidata |
|        | l'Hostal Nou        | Mieres   | masia        |                             | 42° 08′ 22″ N, 2° 37′ 52″ E / 42.1395381128796°N,2.63114362278269°E |                             |                     | Modifica les dades a Wikidata |
|        | l'Olina             | Mieres   | masia        |                             | 42° 07′ 23″ N, 2° 38′ 04″ E / 42.1229772121569°N,2.63456665116597°E |                             |                     | Modifica les dades a Wikidata |
|        | la Cadamont         | Mieres   | masia        |                             | 42° 05′ 47″ N, 2° 38′ 24″ E / 42.0964162865558°N,2.64000380661051°E |                             |                     | Modifica les dades a Wikidata |
|        | la Cavella          | Mieres   | masia        |                             | 42° 06′ 03″ N, 2° 38′ 38″ E / 42.1007066341374°N,2.6439342081673°E  |                             |                     | Modifica les dades a Wikidata |
|        | la Collella         | Mieres   | masia        |                             | 42° 08′ 53″ N, 2° 37′ 46″ E / 42.1480980692575°N,2.62954477448177°E |                             |                     | Modifica les dades a Wikidata |
|        | la Muntada          | Mieres   | masia        |                             | 42° 06′ 34″ N, 2° 37′ 40″ E / 42.1095270122438°N,2.62785836006613°E |                             |                     | Modifica les dades a Wikidata |
|        | la Riba             | Mieres   | masia        |                             | 42° 07′ 02″ N, 2° 38′ 38″ E / 42.1173148544907°N,2.64402270496886°E |                             |                     | Modifica les dades a Wikidata |
|        | la Teuleria         | Mieres   | masia        |                             | 42° 08′ 53″ N, 2° 38′ 48″ E / 42.1479178473532°N,2.64664703927323°E |                             |                     | Modifica les dades a Wikidata |
|        | la Verdera          | Mieres   | masia        |                             | 42° 06′ 06″ N, 2° 38′ 34″ E / 42.1017474969297°N,2.64268270411858°E |                             |                     | Modifica les dades a Wikidata |

## molí d'aigua
| imatge | Nom                 | Ubicat a | instància de | Detalls                     | coordenades                                                         | Protecció                                  | Commons (més fotos) | Dades a WD                    |
| ------ | ------------------- | -------- | ------------ | --------------------------- | ------------------------------------------------------------------- | ------------------------------------------ | ------------------- | ----------------------------- |
|        | Molí d'en Batlle    | Mieres   | molí d'aigua |                             | 42° 07′ 44″ N, 2° 38′ 33″ E / 42.1290002908098°N,2.64243279169119°E |                                            |                     | Modifica les dades a Wikidata |
|        | Molí d'en Bosc      | Mieres   | molí d'aigua |                             | 42° 06′ 55″ N, 2° 37′ 48″ E / 42.1153071311254°N,2.63001402419302°E |                                            |                     | Modifica les dades a Wikidata |
|        | Molí de Can Salavia | Mieres   | molí d'aigua | Estil: arquitectura popular |                                                                     | bé integrant del patrimoni cultural català |                     | Modifica les dades a Wikidata |

## muntanya
| imatge | Nom                 | Ubicat a                                             | instància de | Detalls | coordenades                                                           | Protecció | Commons (més fotos) | Dades a WD                    |
| ------ | ------------------- | ---------------------------------------------------- | ------------ | ------- | --------------------------------------------------------------------- | --------- | ------------------- | ----------------------------- |
|        | Montfalgó           | Sant Miquel de Campmajor Mieres                      | muntanya     |         | 42° 06′ 39″ N, 2° 39′ 12″ E / 42.11088889°N,2.65341944°E 614.2 msnm   |           |                     | Modifica les dades a Wikidata |
|        | Muntanya de Colitzà | Santa Pau Mieres                                     | muntanya     |         | 42° 08′ 56″ N, 2° 37′ 11″ E / 42.14886111°N,2.61964167°E 517.7 msnm   |           |                     | Modifica les dades a Wikidata |
|        | Puig Capell         | Sant Aniol de Finestres Sant Martí de Llémena Mieres | muntanya     |         | 42° 05′ 20″ N, 2° 37′ 55″ E / 42.0889°N,2.6319°E 875.3 msnm           |           |                     | Modifica les dades a Wikidata |
|        | Puig Castellar      | Sant Miquel de Campmajor Sant Ferriol Mieres         | muntanya     |         | 42° 08′ 33″ N, 2° 39′ 44″ E / 42.1426°N,2.66236°E 473 msnm            |           |                     | Modifica les dades a Wikidata |
|        | Roca de Migdia      | Mieres                                               | muntanya     |         | 42° 06′ 59″ N, 2° 36′ 15″ E / 42.1163°N,2.60414°E 899.1 msnm          |           |                     | Modifica les dades a Wikidata |
|        | Torre de Can Badia  | Santa Pau Mieres                                     | muntanya     |         | 42° 08′ 04″ N, 2° 36′ 41″ E / 42.1344°N,2.61148°E 687.5 msnm          |           |                     | Modifica les dades a Wikidata |
|        | Turó d'en Gou       | Mieres                                               | muntanya     |         | 42° 07′ 55″ N, 2° 38′ 23″ E / 42.13186111°N,2.63982222°E 330.5 msnm   |           |                     | Modifica les dades a Wikidata |
|        | Turó de Sant Joan   | Sant Miquel de Campmajor Mieres                      | muntanya     |         | 42° 07′ 17″ N, 2° 39′ 35″ E / 42.1214°N,2.65966°E 342.6 msnm          |           |                     | Modifica les dades a Wikidata |
|        | el Gurugú           | Mieres Sant Ferriol                                  | muntanya     |         | 42° 08′ 39″ N, 2° 39′ 15″ E / 42.144278055556°N,2.654125°E 401.3 msnm |           |                     | Modifica les dades a Wikidata |

## serra
| imatge | Nom             | Ubicat a                      | instància de | Detalls | coordenades                                                         | Protecció | Commons (més fotos) | Dades a WD                    |
| ------ | --------------- | ----------------------------- | ------------ | ------- | ------------------------------------------------------------------- | --------- | ------------------- | ----------------------------- |
|        | Montestí        | Mieres Santa Pau              | serra        |         | 42° 08′ 08″ N, 2° 36′ 42″ E / 42.1356325°N,2.611775°E 687.5 msnm    |           |                     | Modifica les dades a Wikidata |
|        | serra d'en Coll | Mieres Santa Pau Sant Ferriol | serra        |         | 42° 09′ 09″ N, 2° 37′ 51″ E / 42.15255556°N,2.6309°E 517.7 msnm     |           |                     | Modifica les dades a Wikidata |
|        | serrat d'en Gou | Mieres                        | serra        |         | 42° 08′ 10″ N, 2° 38′ 21″ E / 42.13622222°N,2.63923333°E 330.5 msnm |           |                     | Modifica les dades a Wikidata |

## Misc
| imatge | Nom                                     | Ubicat a                                                           | instància de                                  | Detalls                       | coordenades                                                                                               | Protecció                   | Commons (més fotos)    | Dades a WD                    |
| ------ | --------------------------------------- | ------------------------------------------------------------------ | --------------------------------------------- | ----------------------------- | --- | --------------------------- | ---------------------- | ----------------------------- |
|        | Antic Cinema                            | Mieres                                                             | edifici                                       |                               | 42° 07′ 30″ N, 2° 38′ 23″ E / 42.124883°N,2.639812°E                                                      | bé cultural d'interès local |                        | Modifica les dades a Wikidata |
|        | Conjunt de la plaça Major de la Cellera | Mieres                                                             | plaça                                         |                               | 42° 07′ 23″ N, 2° 38′ 17″ E / 42.122987°N,2.638085°E                                                      | bé cultural d'interès local |                        | Modifica les dades a Wikidata |
|        | Dama de la Garrotxa                     | Mieres Sant Aniol de Finestres                                     | obra escultòrica element geogràfic            | Estil: arquitectura popular   | 42° 06′ 33″ N, 2° 36′ 23″ E / 42.109304°N,2.60638°E                                                       | bé cultural d'interès local | Dama de la Garrotxa    | Modifica les dades a Wikidata |
|        | Muntanyes de Rocacorba                  | Mieres Sant Miquel de Campmajor Canet d'Adri Sant Martí de Llémena | àrea protegida Pla d'Espais d'Interès Natural | 1992 Superfície: 3205.57227ha | 42° 03′ 59″ N, 2° 41′ 19″ E / 42.066432°N,2.688683°E 992 msnm                                             |                             | Muntanyes de Rocacorba | Modifica les dades a Wikidata |
|        | casa consistorial de Mieres (Gerona)    | Mieres                                                             | casa consistorial                             |                               | 42° 07′ 24″ N, 2° 38′ 25″ E / 42.1233°N,2.6402888888888887°E                                              |                             |                        | Modifica les dades a Wikidata |
|        | el Passallís                            | Mieres                                                             | pont                                          |                               | 42° 07′ 56″ N, 2° 35′ 58″ E / 42.1322628487929°N,2.59948439870504°E                                       |                             |                        | Modifica les dades a Wikidata |
|        | el Ritort                               | Sant Miquel de Campmajor Mieres                                    | curs d'aigua                                  | Desemboca: Ser                | 42° 05′ 16″ N, 2° 38′ 11″ E / 42.087765°N,2.636404°E 42° 09′ 36″ N, 2° 41′ 03″ E / 42.160026°N,2.684066°E |                             |                        | Modifica les dades a Wikidata |
|        | xemeneia de l'antiga Fàbrica de la Llet | Mieres                                                             | xemeneia de fàbrica                           |                               | 42° 07′ 28″ N, 2° 38′ 24″ E / 42.124544°N,2.640112°E                                                      | bé cultural d'interès local |                        | Modifica les dades a Wikidata |